# Khulna (divisie)
Khulna is een divisie (bibhag) van Bangladesh.

## Bestuurlijke deling
Khulna is onderverdeeld in 10 zila (districten), 64 upazila/thana (subdistricten), 569 unions, 9277 dorpen en 28 gemeenten.

### Districten
De divisie is onderverdeeld in districten (zila):
- Bagerhat, Chuadanga, Jessore, Jhenaidah, Khulna, Kushtia, Magura, Meherpur, Narail en Satkhira